# Tömegkultúra (folyóirat)
A Tömegkultúra Nagyváradon 1931-ben, Schwartz Ferenc szerkesztésében megjelent rövid életű, összesen három számot megért havi „tudományos, művészeti és közéleti szemle”. Tartalmából kiemelkedik Máthé Ernő és Tamás Aladár néhány írása.